# Артиг (Од)
Артиг (фр. Artigues (Aude)) је насељено место у Француској у региону Лангдок-Русијон, у департману Од.
По подацима из 2011. године у општини је живело 83 становника, а густина насељености је износила 13,01 становника/km².

## Демографија
| 1962. | 1968. | 1975. | 1982. | 1990. | 2011. |
| ----- | ----- | ----- | ----- | ----- | ----- |
| 92    | 102   | 95    | 94    | 83    | 83    |